# استودیو ۲۰۵۴
استودیو ۲۰۵۴ (به انگلیسی: Studio 2054) یک کنسرت پخش زنده توسط خواننده انگلیسی دوآ لیپا در حمایت از دومین آلبوم استودیویی‌اش نوستالژی آینده (۲۰۲۰) بود. این کنسرت در چهار پخش زنده در ۲۷ نوامبر ۲۰۲۰ برگزار شد.
استودیو ۲۰۵۴ در مجموعه چاپخانه لندن در مجموعه‌های سفارشی فیلمبرداری شد. این کنسرت به‌طور کلی نظرات مثبتی دریافت کرد، بسیاری از آنها حضور صحنه‌ای لیپا و اجرای آن را ستودند. برخی از بسیاری از مجریان مهمان، به ویژه جان، انتقاد کردند. با حضور ۵ میلیون نفر در این نمایش، رکورد تماشای یک پخش زنده پولی شکسته شد.

## زمینه
در ۲۳ اکتبر ۲۰۲۰، لیپا پنجمین تور کنسرت اصلی خود، تور نوستالژی آینده را برای دومین بار، از ژانویه ۲۰۲۱ به سپتامبر ۲۰۲۱، به دلیل دنیاگیری کووید ۱۹ به تعویق انداخت. با اعلام این خبر، او همچنین فاش کرد که در این میان موارد جالب توجهی نیز دارد که باید فاش شود. سه روز بعد، لیپا هنگام اعلام ۲ نامزدی در جوایز موسیقی آمریکا ۲۰۲۰ در صبح بخیر آمریکا فاش کرد که او اعلامیه هیجان انگیزی را در روز چهارشنبه منتشر می‌کند. بعداً همان روز، لیپا پیوندی به وب سایت خود در شبکه‌های اجتماعی ارسال کرد. وب سایت عنوان «استودیو ۲۰۵۴» و شمارش معکوس برای ساعت ۱۹:۰۰ به وقت گرینویچ در ۲۸ اکتبر ۲۰۲۰ که در آن اطلاعیه اعلام می‌شود، نشان داده شد. تبلیغات «استودیو ۲۰۵۴» در سراسر لندن آغاز شد. این نمایش به‌طور رسمی از طریق بیانیه مطبوعاتی و وب سایت لیپا اعلام شد. بلیط‌ها در تاریخ ۳۰ اکتبر ۲۰۲۰ و در ساعت ۰۸:۰۰ به وقت گرینویچ به فروش رسید.
لیپا با پخش زنده در اینستاگرام خود، این کنسرت را تبلیغ کرد. خواننده انگلیسی التون جان به او پیوست تا در مورد تجربیات خود در استودیو ۵۴ صحبت کند. مهمانان ویژه نمایش پس از اعلام کنسرت اعلام شدند. خواننده بلژیکی آنجل به عنوان اولین مهمان ویژه در ۵ نوامبر ۲۰۲۰ اعلام شد. در ۱۶ نوامبر، خواننده انگلیسی FKA Twigs به عنوان دومین مهمان ویژه اعلام شد. خواننده آمریکایی مایلی سایرس در ۲۰ نوامبر ۲۰۲۰ به عنوان سومین مهمان ویژه اعلام شد. در ۲۳ نوامبر، لیپا اعلام کرد که جی بالوین، بد بانی و Tainy به عنوان مهمان ویژه به او خواهند پیوست. بعداً همان روز، سان گزارش داد که خواننده استرالیایی، کایلی مینوگ، هنرمندی که لیپا طرفدار او است نیز به او پیوست. وی روز بعد این ادعاها را تأیید کرد. جان و مدونا متبرک در تاریخ ۲۵ نوامبر به عنوان مهمان ویژه اعلام شدند.

## توسعه و تولید
تولید در استودیو ۲۰۵۴ در اوت سال ۲۰۲۰ آغاز شد، لیپا با الهام از پروتکل‌ها در ارتباط با بیماری همه گیر کویید ۱۹ و فکر کرد طرفداران او آرزوی ارتباط انسانی را دارند. این نام از باشگاه شبانه معروف نیویورک، استودیو ۵۴ الهام گرفته شده‌است. لیپا همیشه شیفته کلوپ شبانه و آمیزه ای از شخصیت‌های مختلف آن بوده‌است. با کنسرت، او می‌خواست برداشتی مدرن از کلوپ شبانه با چندین شکل هنری متفاوت داشته باشد. لیپا اظهار داشت که این کنسرت شباهتی به یک کنسرت زنده عادی ندارد زیرا وی در تور قادر به انجام این کار نیست، اما آن را به عنوان «یک موزیک ویدئو زنده» توصیف کرد. این کنسرت بخشی از سریال Unstaged امریکن اکسپرس بود و شامل چهار استریم مستقیم بود که همگی در ۲۷ نوامبر ۲۰۲۰، از طریق LIVENow برگزار شدند.
استودیو ۲۰۵۴ قرار بود از یک انبار عظیم در لندن پخش شود با مجموعه‌های ساخته شده سفارشی که شامل «نمایش‌های تلویزیونی سورئال، دیسکوهای غلتکی، ریوهای خلسه، آویزان کردن راکرهای ناخواسته، اتاق‌های مجلسی شیک و اتاق‌های لباس به سبک دیوا» است. در این مجموعه، بازیگران نوازنده، رقصنده، اسکیت باز، هوایی، آکروبات و مهمانان غافلگیر کننده حضور داشتند. اعضای بازیگران هم شخصاً و هم عملاً به او پیوستند. شرکت پوشاک آلمان پوما اس‌ای از این رویداد حمایت مالی کرد. به همین دلیل، همه اعضای بازیگر لباس‌های مارک دار پوما داشتند. این پخش زنده شامل آهنگ‌هایی از آلبوم استودیویی نخست او (۲۰۱۷) و آلبوم دوم نوستالژی آینده (۲۰۲۰) و همچنین ترانه ریمیکس دومی کلاب نوستالژی آینده (۲۰۲۰) بود. نمایش در چهار اکت انجام شد.

## بازخورد
آدریانا بالسامو و کاترین کوسومانو از نیویورک تایمز توصیه کردند که هنگام حضور در پروتکل‌های همه‌گیری کویید ۱۹، استودیو ۲۰۵۴ را تماشا کنند.
نیل مک کورمیک که برای روزنامه دیلی تلگراف می‌نویسد، پنج ستاره کامل از پنج امتیاز را به کنسرت داد و نام آن را «یک خیال فرار از مبل» و «بهترین پخش زنده سال» گذاشت.
مخاطبان این کنسرت ۵ میلیون بیننده داشتند که تعداد واقعی آنها نزدیک به ۸ یا ۹ میلیون نفر بود (از جمله ۱٫۹ میلیون نفر از چین، ۹۵ هزار نفر از هند و ۲۶۳ هزار و ۲۶۴ بلیط فروخته شده از طریق سیستم‌های فروش بلیط)، که یک رکورد برای پخش مستقیم از تلویزیون است. .

## فهرست مجموعه
اقتباس‌شده از پیچفورک.
| نمایش اول 1. «نوستالژی آینده» 2. «شناور» 3. «لطفاً» نمایش دوم 1. «قلبم را بشکن» 2. «چرا دوستم نداری» (همراه FKA Twigs) 3. «فیزیکی» 4. «پسران پسر خواهند بود» 5. «کول» 6. «قوانین جدید» | نمایش سوم 1. «زندانی» (همراه مایلی سایرس) 2. "Un Dia (One Day)" (همراه جی بالوین، بد بانی و Tainy) 3. «تب» (همراه آنجل) 4. «یه بوسه» 5. «شیار واقعی» (همراه کایلی مینوگ) 6. «الکتریسیته» نمایش پایانی 1. «راکت من» (اجرای میانی التون جان) 2. «توهم (ترانه دوآ لیپا)» 3. «حالا شروع نکن» |

## استریم‌ها
| تاریخ          | زمان                 | محل                   |
| -------------- | -------------------- | --------------------- |
| 27 نوامبر ۲۰۲۰ | ۲۰:۳۰ به وقت گرینویچ | بریتانیا و اروپا      |
| 27 نوامبر ۲۰۲۰ | ۱۹:۰۰ PET            | آمریکای جنوبی         |
| 27 نوامبر ۲۰۲۰ | ۱۸:۰۰ PT             | آمریکای مرکزی و شمالی |
| 27 نوامبر ۲۰۲۰ | ۱۶:۰۰ ICT            | آسیا و اقیانوسیه      |